# Montlevicq
Montlevicq ist eine französische Gemeinde mit 106 Einwohnern (Stand: 1. Januar 2022) im Département Indre in der Region Centre-Val de Loire. Sie gehört zum Arrondissement La Châtre, zum Kanton La Châtre und zum Gemeindeverband Communauté de communes de la Châtre et Sainte Sévère. Die Einwohner werden Lévicomontains genannt.

## Lage
Montlevicq liegt etwa 45 Kilometer südöstlich von Châteauroux am Fluss Igneraie. Umgeben wird Montlevicq von den Nachbargemeinden Thevet-Saint-Julien im Norden, Vicq-Exemplet im Nordosten, Néret im Osten, Champillet im Süden und Südosten, La Motte-Feuilly im Süden und Südwesten, Briantes im Westen und Südwesten sowie Lacs im Westen und Nordwesten.

## Bevölkerungsentwicklung
| Jahr                      | 1962 | 1968 | 1975 | 1982 | 1990 | 1999 | 2006 | 2013 |
| Einwohner                 | 241  | 205  | 160  | 164  | 129  | 116  | 106  | 105  |
| Quelle: Cassini und INSEE |      |      |      |      |      |      |      |      |

## Sehenswürdigkeiten

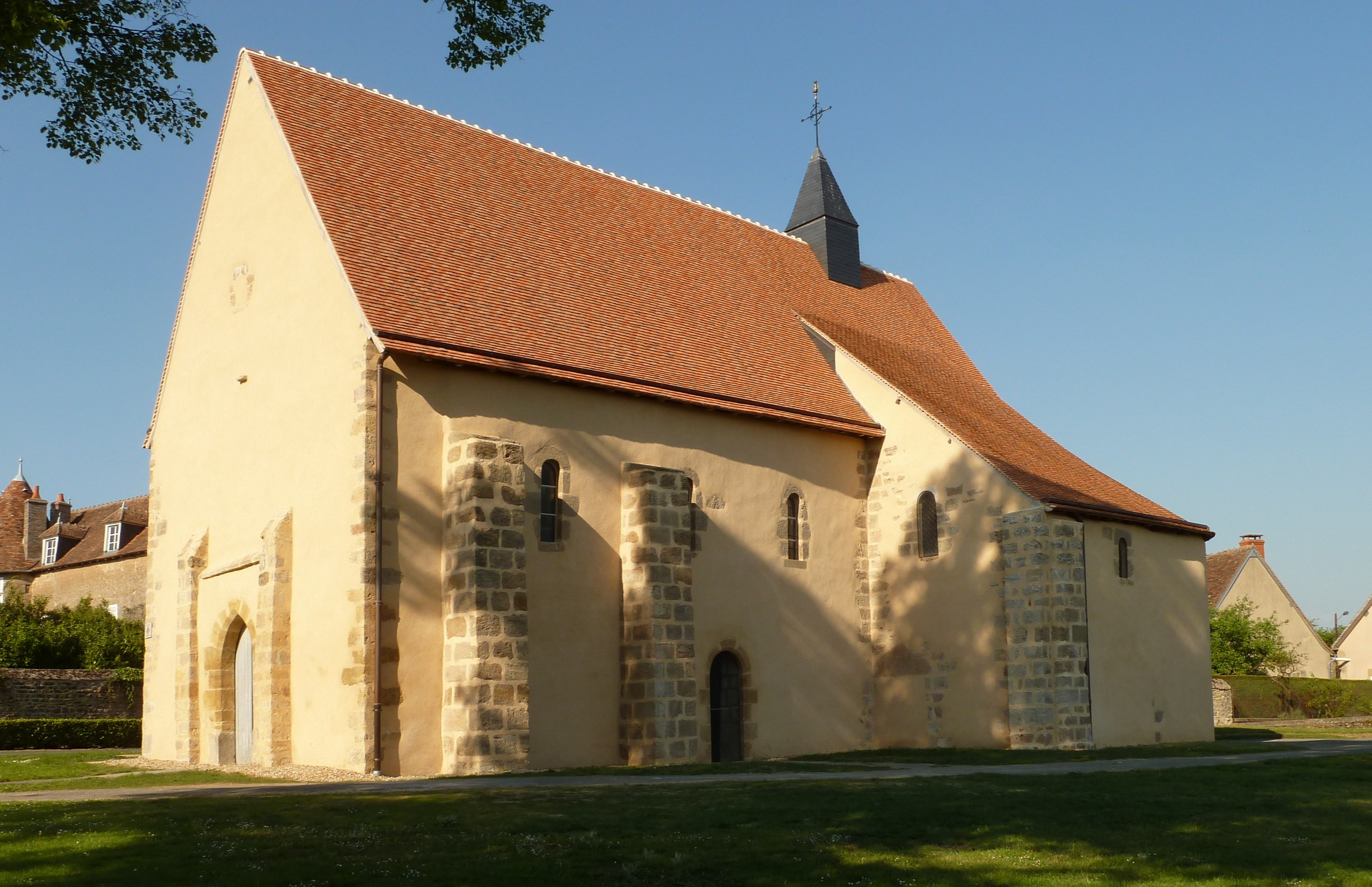
Kirche Saint-Pierre
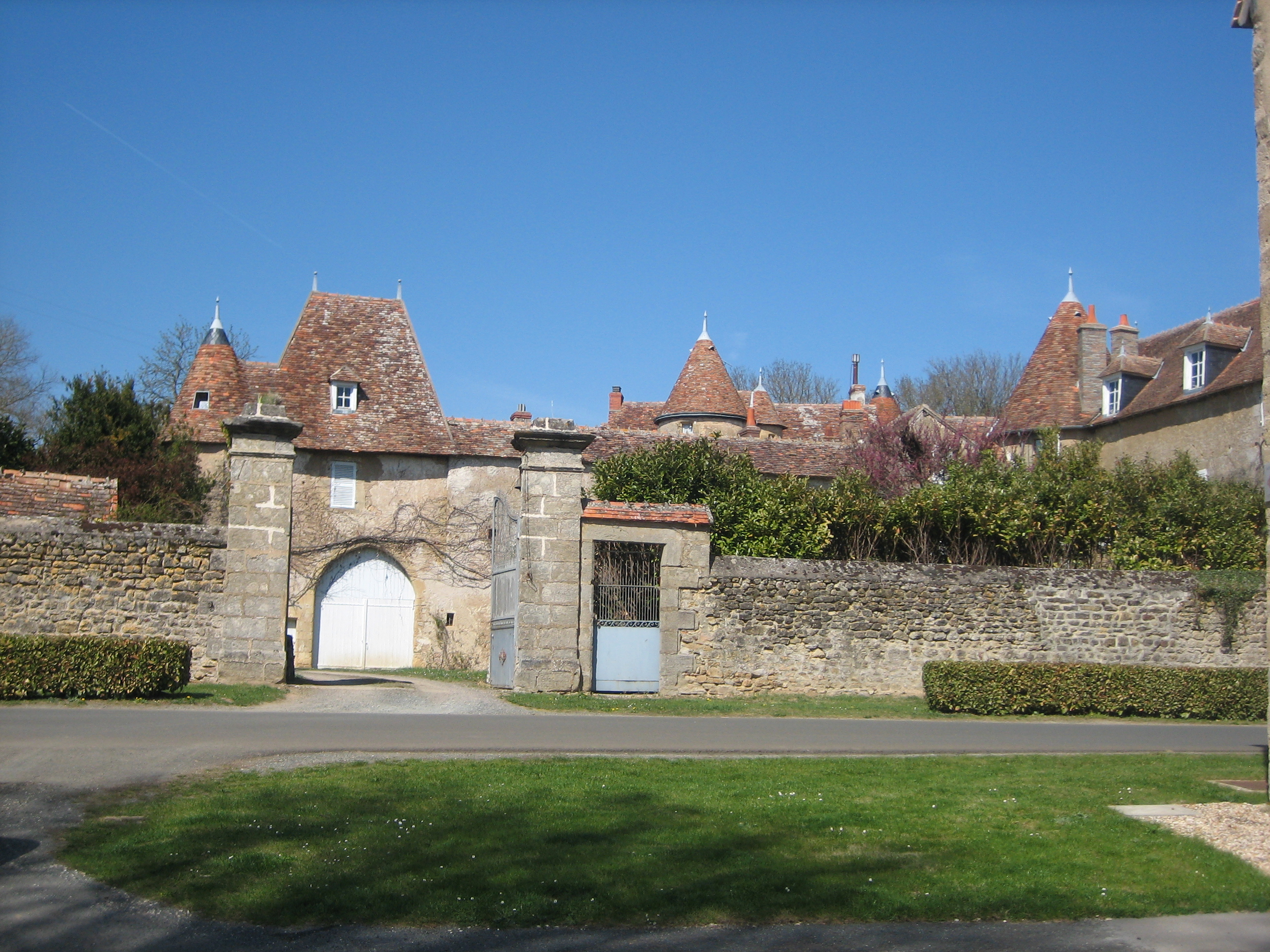
Schloss Montlevicq

- Kirche Saint-Pierre
- Schloss Montlevicq

## Persönlichkeiten
- Jacques Auxiette (1940–2021), Mathematiker, Politiker (PS)